# Jakub Sedláček
Jakub Sedláček, född 5 april 1990 i Zlín, är en tjeckisk professionell ishockeymålvakt som spelar för Dinamo Riga i KHL.
Sedláčeks moderklubb är den lokala hockeyklubben i Zlín, PSG Zlín, där han gjorde ett betydande genombrott säsongen 2008/2009. Under sitt första år spelade han 28 matcher och blev ligans främsta målvakt med en räddningsprocent på 94,29. Under säsongen 2010/2011 minskades Sedláčeks istid i och med att Tomáš Duba anslöt till klubben. Säsongen efter varvades målvaktspositionen regelbundet mellan Sedláček och Luboš Horčička. Förutsättningarna var liknande säsongen 2012/2013, när han vann silver med Zlín.
Inför säsongen 2013/2014 tecknade Sedláček ett tryout-kontrakt med KHL-klubben Dinamo Riga. Kontraktet förlängdes sedan säsongen ut den 21 augusti 2013 och delade målvaktspositionen med Mikael Tellqvist.
Sedláček representerade Tjeckien i junior-VM 2009 och 2010 i Kanada.